# Aiaiai
Singles de Miliyah Katō
Roman
(2011) Heart Beat
(2012)
Aiaiai est le 23e single de Miliyah Katō, sorti sous le label Mastersix Foundation le 6 juin 2012 au Japon. Il sort en format CD et CD+DVD. Il arrive 16e à l'Oricon. Il se vend à 5 225 exemplaires la première semaine et reste classé 2 semaines pour un total de 6 643 exemplaires vendus en tout. Aiaiai se trouve sur l'album True Lovers.

## Liste des titres
Toutes les chansons sont écrites et composées par Miliyah Katō.
| 1. | AIAIAI (Aiaiai)                       |      |
| 2. | Doukoku (慟哭)                        |      |
| 3. | Yuushatachi (T.O.M. REMIX) (勇者たち) |      |
| 4. | AIAIAI (Instrumental) (Aiaiai)        | 4:29 |

| 1. | Aiaiai (vidéo-clip) |  |